# 科韦尼亚
科韦尼亚，是西班牙马德里自治区的一个市镇。总面积21平方公里，总人口6984人（2013年），人口密度336人/平方公里。